# ハン・ミュンデン
ハン・ミュンデン （ドイツ語: Hann. Münden、昔ながらにハノーフェルシュ・ミュンデン (Hannoversch Münden) あるいはミュンデンとも呼ばれる）は、ドイツ連邦共和国ニーダーザクセン州南部のゲッティンゲン郡に属す都市で、ヘッセン州と境を接する。
ハン・ミュンデンでヴェラ川とフルダ川とが合流してヴェーザー川となる。3つの川にちなんで、この街は「ドライ・フリュッセ・シュタット（3つの川の都市）」とも呼ばれる。この街は放浪の医師で、ハン・ミュンデンの病院にいるときになくなったドクター・アイゼンバルトの墓がある街として特に有名である。この街に関してしばしば引用されるアレクサンダー・フォン・フンボルトの名言、ミュンデンは「世界で最も美しい5つの街の1つ」という言葉は、しかしどこにも記述されていない。

## 地名について

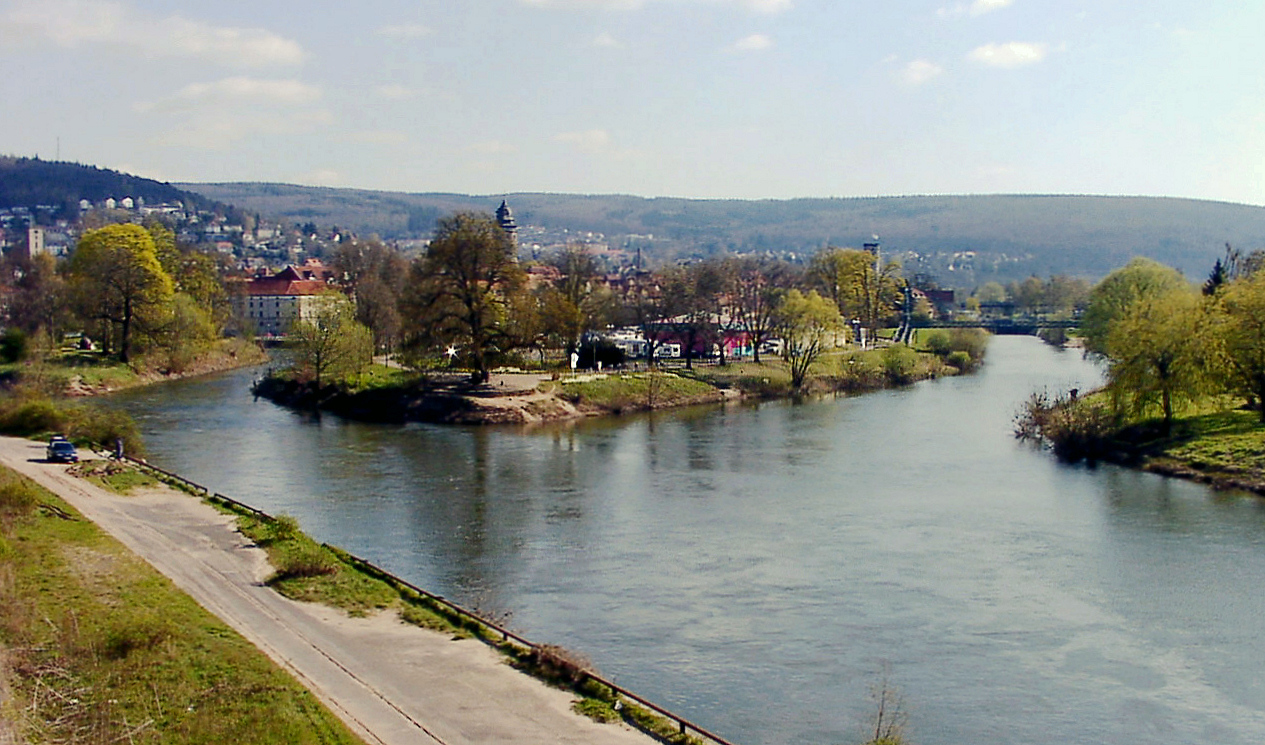
ヴェラ川（左奥）とフルダ川（右奥）が合流してヴェーザー川（手前）となる。

基本条例によれば、この街の名前は「Hann. Münden」である。これは2006年に最終的に承認され、連邦統計局でもこの街をその名で記録している。
この街の元来の名前「Münden」は、ヴェーザー川沿いに位置し、同じように水運貿易の中継地であった同じような響きを持つ街「Minden（ミンデン）」と、はるか昔からすでに混同されていた。これを区別するために、ミンデンをPreußisch Minden または Minden in Westfalen あるいは Minden/Westfalen（プロイセンのミンデンまたはヴェストファーレンのミンデン）としたのに対して Hannoversch Münden または Hannöverisch Münden（ともにハノーファーのミュンデン）という表記がなされるようになった。「ハノーファーの」というのはハノーファーという都市ではなく、ハノーファー選帝侯領、後にはハノーファー王国に属していることから修飾語として選ばれた。1866年のプロイセンによる併合（ハノーファー州）とその後の組織再編はこの地名に影響を与えなかった。この街は引き続き Hannoversch Münden という名を用いた。しかし、ゲーテやグリム兄弟は、ほとんど Minden と表記し、時々これに Hannöverisch と書き添えるだけであった。Münden と宛先に書かれた郵便物は大抵はミンデンに送られ、時にはミュンヘン (München) に配送されることもあった。
Hannoversch Münden という名前はその長さが、たとえばハノーファー南鉄道の時刻表に表記する際、不都合であった。また、耳で聞いて書き写した場合、Hannover-Schmünden あるいは Hannover-Münden といった誤った表記がなされ、ハノーファー市の市区であると誤解されることもあった。Hannover bei Münden や Hannover bei München といった表記も当時は見られた。短縮形の Hann. Münden（しばしば誤って Hann.-Münden と表記されるが、これでは市区との誤解を生じる先の議論に戻ってしまう）は、地元の事情に詳しくない者にも理解しやすい表記であった。1991年、市は市議会での決定に基づき、公式な表記を Hann. Münden とした。したがって1991年以降は、この街の住民は正しくは Hann. Mündener と呼ばれるべきであるが、住民達は自らを Mündener と称している。

## 地理

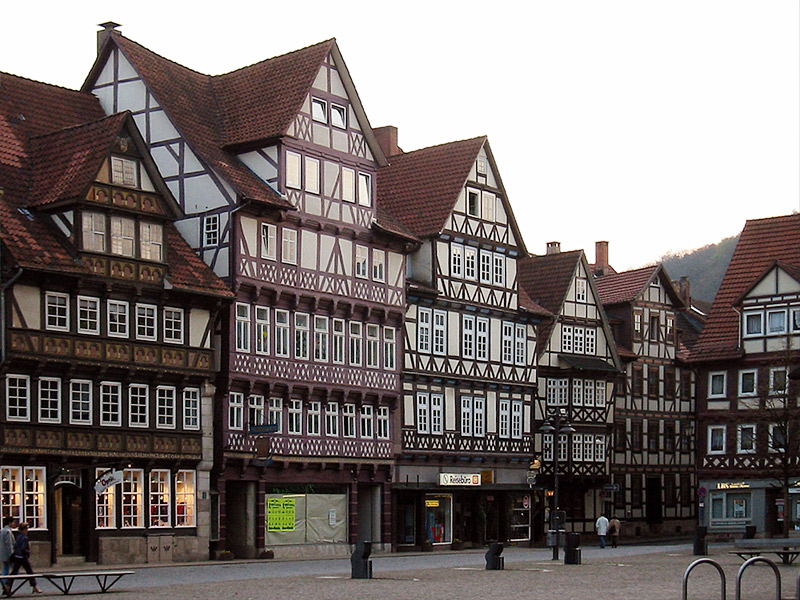
旧市街教会広場沿いの木組み建築群

### 位置
ハン・ミュンデンは、ニーダーザクセン州で最も南に位置する市であり、フルダ川とヴェラ川が合流してヴェーザー川になる場所に位置している。合流地点である「タンツヴェルダー」のヴェーザーシュタインがこれを記している。西の市境も、東の市境も、ともにヘッセン州との州境を兼ねている。行政上の自治体は、中核市区と合併された地区からなる。各地区は3つの川が形成する谷の底や斜面に位置している。唯一の例外が一番北に位置するミーレンハウゼン地区である。歴史的旧市街からなる市中心部は、郡庁所在地であるゲッティンゲンの南西 23 km、ヘッセン州のカッセルからは北東に 17 km の位置にある。地域開発計画政策上、この街はハノーファー＝ブラウンシュヴァイク＝ゲッティンゲン＝ヴォルフスブルク大都市圏に属す。
この街は地理上、ラインハルトの森、ブラムヴァルト、カウフンゲンの森の接点に位置している。このうち、最初の2つはヴェーザーベルクラント、最後の1つはオストヘッシシェス・ベルクラントの北部にあたる。ブラムヴァルトとカウフンゲンの森はミュンデン自然公園の一部である。
カウフンゲンの森から流れるエーゼルバッハ川がフロースプラッツ付近でフルダ川に、イルクスバッハ川がレッツテン・ヘラー付近でヴェラ川に注ぐ。ブラムヴァルトから流れるシェーデ川がヒルヴァルツハウゼンの対岸で、ニーメ川がブルスフェルデ付近でヴェラ川に注ぐ。
ハン・ミュンデンの地理上のデータは以下の通り。
- 最低地点 ― ブルスフェルデのヴェーザー川停泊地付近: 海抜 110 m
- 最高地点 ― クライナー・シュタインベルク（カウフンゲンの森）: 海抜 542 m
- 市中心部の高度 ― 聖ブラジウス教会付近: 海抜 123 m
- 民家の最高地点 ― シェーファーホーフ: 海抜 275 m

### 市の構成
「ゲッティンゲン地域における市町村新設法」により、その前段階として旧ミンデン郡、ドゥーダーシュタット郡、ゲッティンゲン郡が合併し、現在のゲッティンゲン郡が創設された。この法律は1973年1月1日に発効した。この行政・地域再編に伴って、同時に新しい市町村が創設され、大きな統一市町村への合併が進行した。これ以後、ハン・ミュンデン市は中核市区と合わせて10の地区で構成されることとなった。
- 中核市区: アルトミュンデン、ブルーメ、ヘルマンスハーゲン、インネンシュタット、ノイミュンデン、ユーバー・デア・バーン地区（直訳すると「鉄道より上の地区」: ガルゲンベルク、フォーゲルザング、カッテンビュール）
- その他の地区: ボナフォルト、ギムテ（ヒルヴァルツハウゼンを含む）、ヘーデミュンデン、ヘーメルン（ブルスフェルデおよびグラスヒュッテを含む）、ラウバッハ、リッポルツハウゼン、ミーレンハウゼン、オーベローデ、ヴォルクマールスハウゼン、ヴィールスハウゼン

### 隣接する市町村
隣接する市町村は、フルダタール、ラインハルツハーゲン、シェーデン、シュタウフェンベルク、ヴィッツェンハウゼンである。比較的近い大きな街としてはドランスフェルト、ドゥーダーシュタット、南西に位置する大都市カッセルがある。

### 気候
ハン・ミュンデンは年間平均気温や降水量において温帯の平均的な地域に属す。春、秋、冬には、中核市区の谷間に霧がよく発生する。最も寒い月は1月で、平均気温は -1 ℃から +2 ℃である。最も暖かいのは7月と8月で、13 ℃から23 ℃である。
| ハン・ミュンデンの気候                                             | ハン・ミュンデンの気候 | ハン・ミュンデンの気候 | ハン・ミュンデンの気候 | ハン・ミュンデンの気候 | ハン・ミュンデンの気候 | ハン・ミュンデンの気候 | ハン・ミュンデンの気候 | ハン・ミュンデンの気候 | ハン・ミュンデンの気候 | ハン・ミュンデンの気候 | ハン・ミュンデンの気候 | ハン・ミュンデンの気候 | ハン・ミュンデンの気候 |
| 月                                                                 | 1月                    | 2月                    | 3月                    | 4月                    | 5月                    | 6月                    | 7月                    | 8月                    | 9月                    | 10月                   | 11月                   | 12月                   | 年                     |
| ------------------------------------------------------------------ | ---------------------- | ---------------------- | ---------------------- | ---------------------- | ---------------------- | ---------------------- | ---------------------- | ---------------------- | ---------------------- | ---------------------- | ---------------------- | ---------------------- | ---------------------- |
| 平均最高気温 °C （°F）                                             | 2 (36)                 | 4 (39)                 | 9 (48)                 | 13 (55)                | 18 (64)                | 20 (68)                | 23 (73)                | 23 (73)                | 18 (64)                | 13 (55)                | 7 (45)                 | 3 (37)                 | 12.8 (55)              |
| 平均最低気温 °C （°F）                                             | －1                    | －1                    | 2 (36)                 | 4 (39)                 | 8 (46)                 | 11 (52)                | 13 (55)                | 13 (55)                | 10 (50)                | 6 (43)                 | 2 (36)                 | 0 (32)                 | 5.6 (42.1)             |
| 降水量 mm （inch）                                                 | 52.1 (2.051)           | 44.1 (1.736)           | 53.1 (2.091)           | 54.4 (2.142)           | 62.9 (2.476)           | 83.9 (3.303)           | 68.8 (2.709)           | 63.6 (2.504)           | 52.9 (2.083)           | 48.2 (1.898)           | 62.2 (2.449)           | 70.9 (2.791)           | 717.1 (28.232)         |
| 平均月間日照時間                                                   | 28.6                   | 62.1                   | 95.0                   | 132.8                  | 189.2                  | 175.5                  | 186.7                  | 184.5                  | 128.8                  | 103.6                  | 36.0                   | 22.2                   | 1,345                  |
| 出典1：気温: MSN Weather Averages Hann. Münden                     |                        |                        |                        |                        |                        |                        |                        |                        |                        |                        |                        |                        |                        |
| 出典2：日照時間: DWD HMÜ - Steinberg、降水量: DWD HMÜ - Hedemünden |                        |                        |                        |                        |                        |                        |                        |                        |                        |                        |                        |                        |                        |

### 地理的環境
ハン・ミュンデンは地質学上および地理学上、ニーダーザクセン・ベルクラントに属す。フルダ川とヴェラ川との同流点を含む旧市街は、ヴェーザー川がラバーネンコプフ（ラインハルトの森）とクヴァステンベルク（ミュンデンの市の森）との間を突破する前の盆地に位置している。その谷の幅は 400 m ほどである。ニーダーザクセン・ベルクラントの頂部と斜面は三畳紀に形成された。多くの場所で火山性の玄武岩が見られ、一定の場所では珪岩が確認されている。中生代に成立したミュンデンの砂岩地域では、ヴェラ川とフルダ川との合流点で、エーダー川やフルダ川を経由して運ばれた古生代の物質が堆積した。

## 歴史

### 800年から1200年　最初の入植と街の創設
この街の創設に関して詳しい事はわかっていない。1183年の史料に遺された最初の文献上の記録は、この街がそれ以前から存在していたことを示している。この先駆けとなった入植地 Gimundi は現在のアルトミュンデンの場所にあった。この集落は802年頃にフルダとコルヴァイの帝国修道院に寄進されている。1049年にはここに神聖ローマ皇帝ハインリヒ3世が逗留した。アルトミュンデン唯一の建築物の遺構が聖ラウレンティウス教会跡である。この教会は三十年戦争で破壊された。

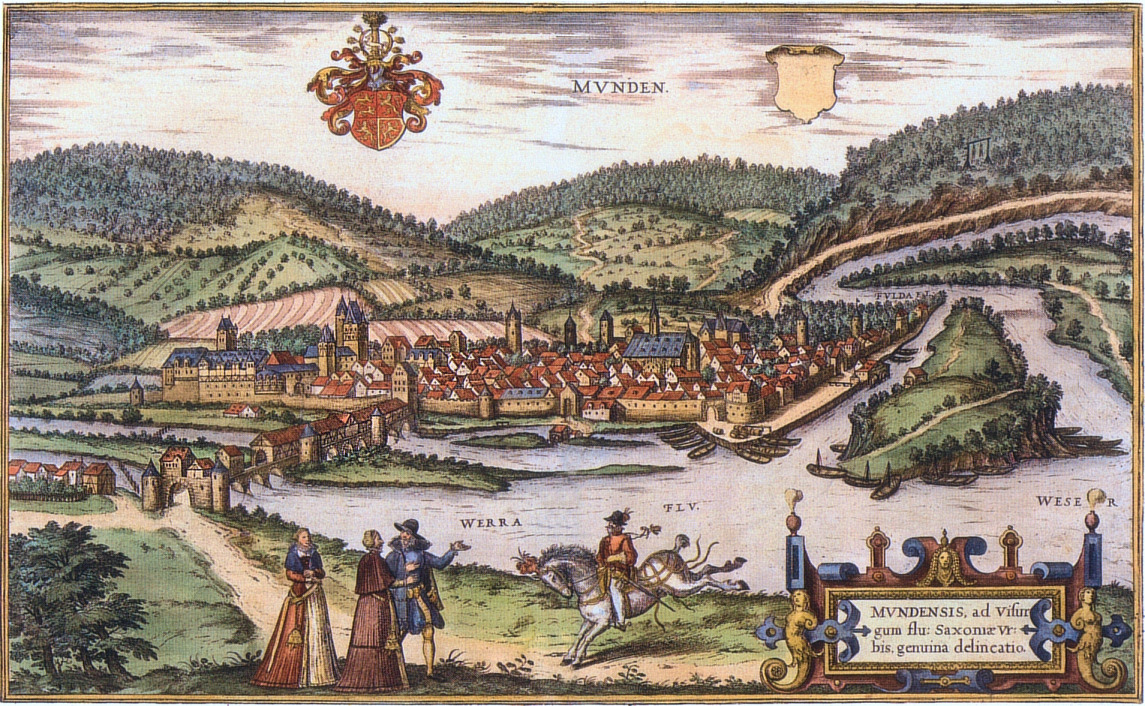
フランス・ホーゲンベルクの彩色銅版画に描かれた1584年のハン・ミュンデン

### 1200年から1600年　市場開催権と宗教改革
1247年にミュンデンは市場開催権を授けられた。これはこの街に大きな発展をもたらした。1823年までミュンデンの市場開催権は廃止されなかった。16世紀にミュンデンは、水運によって、特にテューリンゲンの産品を運ぶため、ブレーメンまでの間で最も重要な商業都市となった。取引され、ヴェーザー川を運ばれた産品は、当時は重要な青の染料であったウォード、ガラス、繊維製品や、テューリンゲンからの木材で造った筏や穀物であった。北海からは、ニシンやその他の魚がヴェーザー川を遡って運ばれた。
中世から一時期、ハン・ミュンデンでは、クヴェステンベルクの南斜面でブドウ栽培が行われた。このワインは「クヴェステンベルガー」と名付けられた。1390年の史料には、クヴェステンベルクガーは素晴らしく良質のワインと記述されている。このワインの質は1545年のブラウンシュヴァイク＝カレンベルク＝ゲッティンゲン侯エーリヒ2世とジドーニー・フォン・ザクセンとの結婚に関して、26フーダー（古い容量の単位で2頭立ての馬車1台分が1フーダー）のフランケンワインの他に2フーダーの1540年産のクヴェステンベルクガーが記録されている。
1525年のカレンベルク＝ゲッティンゲン侯エーリヒ1世との結婚の際に、エリーザベト・フォン・ブランデンブルクはミュンデンを老後保障分として得ていた。エリーザベトは早くから宗教改革の理念に触れ、宗教改革家アントン・コルヴィヌスをミュンデンに招いた。1540年から1545年まで彼女は、エーリヒ1世の未亡人として、未成年の息子エーリヒ2世の摂政として、アウクスブルクの宗教和議以前からプロテスタント思想を導入したのであった。

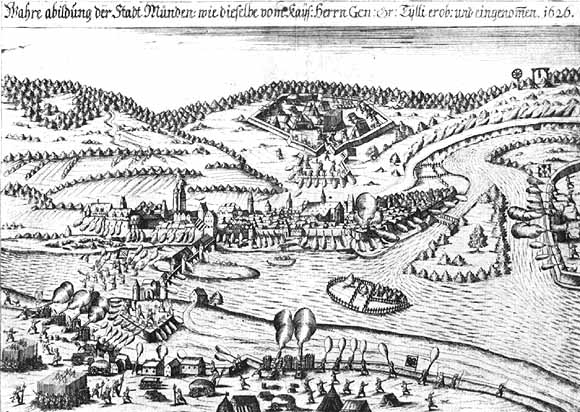
1626年のティリー伯軍による砲撃を描いた同時代の版画

### 1600年から1800年　三十年戦争と絶対王政
三十年戦争の際、この街は1626年6月9日（グレゴリオ暦）「血の聖霊降臨祭」に、何日にもわたる砲撃の末、ティリー伯の軍勢に占領され、住民の大部分が殺害された。
七年戦争では、1757年から1762年までフランス軍に占領された。
1776年、ミュンデンで約 2万人の兵士が船に乗った。この兵士はヘッセン＝カッセル方伯フリードリヒ2世がハノーファー選帝侯でイギリス王ジョージ3世に貸し出した兵士であった。彼らはアメリカ独立戦争でアメリカ軍と戦った。この兵士の帰還は1783年11月にミュンデン経由でなされたが、帰還したのはかろうじて半数に届く程度であった。

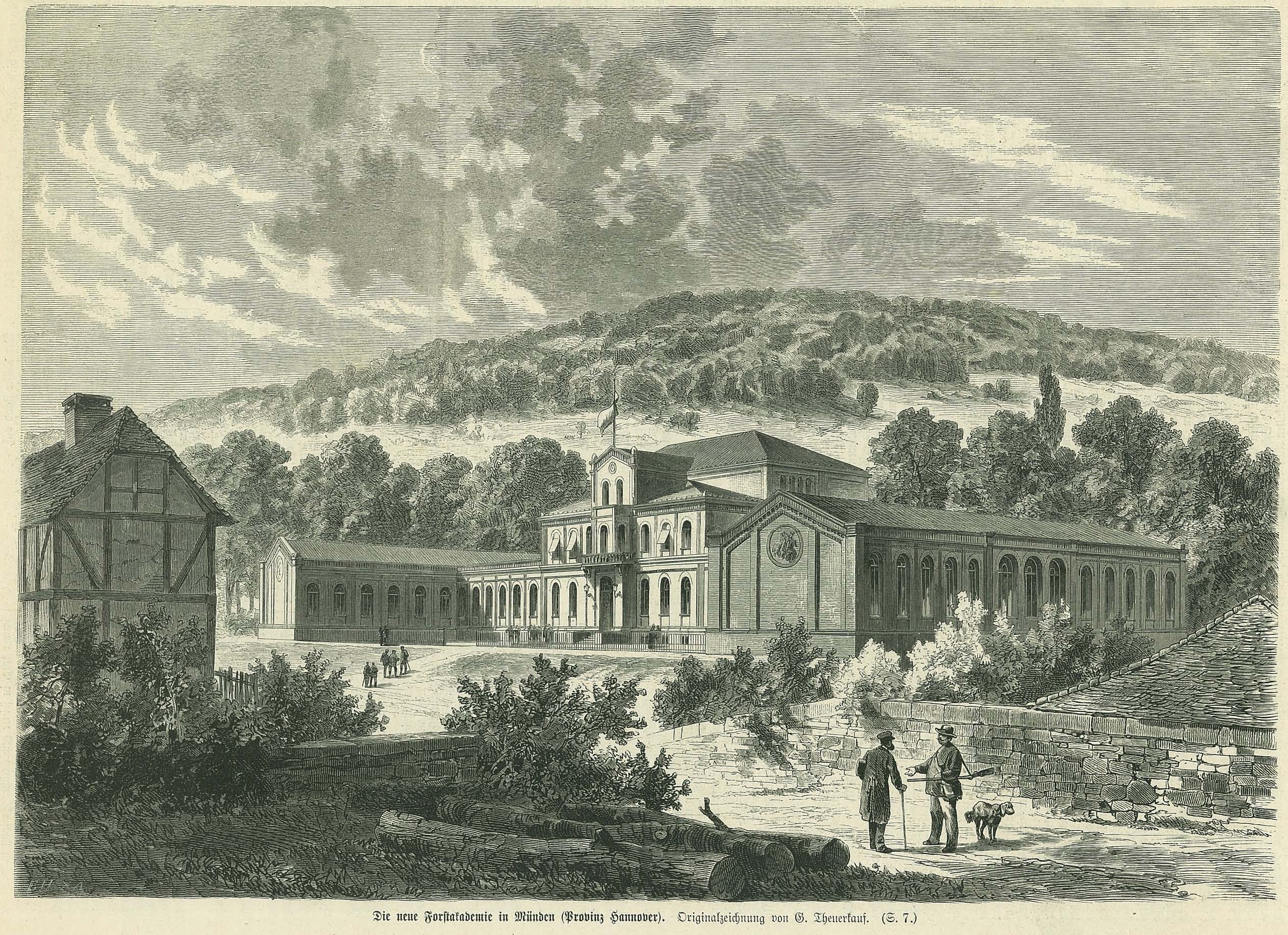
1870年頃のミュンデン林業アカデミー

- マテウス・メーリアンが1650年頃のミュンデンを描いた銅版画
- 1791年に描かれたアルトミュンデン（川の向かって左側、対岸はミュンデンのクヴェステンベルク）

### 1800年から1914年　会社設立ブーム時代と工業化
この街にとって重要な一連の会社設立が19世紀になされた。1856年にはすでにこの街は鉄道網で結ばれていた。
1868年にプロイセン王ヴィルヘルム1世はプロイセン王立ミュンデン林業アカデミーを設立した。この学校は伝統的な林業大学に発展し、ハン・ミュンデンをドイツ全土ならびに国際的に知らしめた。1870年には森林植物園が開園した。このアカデミーは1922年に Forstliche Hochschule （林業単科大学）と改名され、1939年にゲオルク・アウグスト大学ゲッティンゲンに林学部として編入された。この学部は1970年/71年にゲッティンゲンに移転した。
1855年から1972年までミュンデンは当時のミュンデン郡の郡庁所在地であった。ミュンデン郡は1973年1月1日にゲッティンゲン郡に編入された。
カウフンゲンの森、特にクライナー・シュタインベルクでは、何世紀もの間、玄武岩や褐炭が採掘されていた。これは、コーレン通りや、1894年から1931年まではシュタインベルク索道を使ってハン・ミュンデンに運ばれた。
1909年2月初め、1909年ヴェラ川洪水が旧市街のかなりの部分を水浸しにした。
1911年6月16日、パーセヴァル飛行船 PL5が、ハン・ミュンデンでガスを抜く作業中に火災で破壊された。
- 1890年から1905年の間に撮影されたハン・ミュンデン
- 1909年以前に撮影されたハン・ミュンデンのマルクト広場
- 1909年以前に撮影されたハン・ミュンデンの市庁舎
- 1342年からの洪水の水位を示す標示板

### 1933年から1945年　国家社会主義の時代
1933年3月30日にアドルフ・ヒトラーはこの街の名誉市民権を贈られた。75年後の2008年3月27日、市議会の満場一致によってこの名誉市民号は剥奪された。
「反ドイツ精神に対する行動」の一環として、1933年5月10日に林学部の数人の国家社会主義の学生達が、ドイツの他の街でも行われたように、マルクト広場での焚書を演出した。
1934年10月1日、ミュンデンは再び軍事都市となった。1935年に建設された帝国アウトバーン（現在の A7号線）のヴェラタール橋は、その後数年間、ヨーロッパ最大の橋であった。
1938年の水晶の夜にも深い傷痕を残した。1938年11月9日、ミュンデンのシナゴーグで重大な毀損行為が行われた。トーラ、シッドゥール、タッリートが、公開下、タンツヴェルダーで焼却された。1942年、それまでこの街に留まっていたユダヤ人住民が強制収容所に送致された。126人が強制収容所で殺害されたことが証明されている。
第二次世界大戦中、ハン・ミュンデンは、わずかな例外を除き直接的な戦争の影響や戦闘行為を免れた。1943年5月17日、津波がこの街を襲った。これは、チャスタイズ作戦でのエーダー川のダム爆破によって引き起こされたものであった。これは少なからぬ被害をこの街にもたらしたが、他の街のような死者は出さなかった。
1945年4月6日と7日に、この街に2回の爆撃が行われた。この爆撃は、32名の死者、50名の重傷者を出した。アングロアメリカの爆撃部隊の空爆目標はギムテ近郊のグナイゼナウ兵舎であった。1935年に完成した工兵兵舎には戦争末期頃、陸軍総司令部の一部が駐屯していた。ドランスフェルダー・ランプ線の列車もフォルクマールスホイザー・トンネル付近で爆撃を受けた。
ドイツの工兵隊は1945年4月5日と6日、侵攻してくるアメリカ軍が古いヴェラ川の橋に到着する直前に、帝国アウトバーンのヴェラタール橋をはじめとする市内のすべての橋を爆破した。
1945年4月6日から7日に、第777US戦車大隊と第661US戦車・狙撃大隊に戦闘支援されたアメリカ軍第69歩兵師団と第273歩兵連隊がこの街を占領した。ミュンデン近郊の戦いで、94人のドイツ兵、国民突撃隊員、国家勤労奉仕隊員、一般市民が落命した。これに対し、アメリカ軍の損失は1人もなかった。ヤルタ会談に従ってこの街はイギリスの占領地域に属した。1945年5月20日にイギリス兵が入城した。

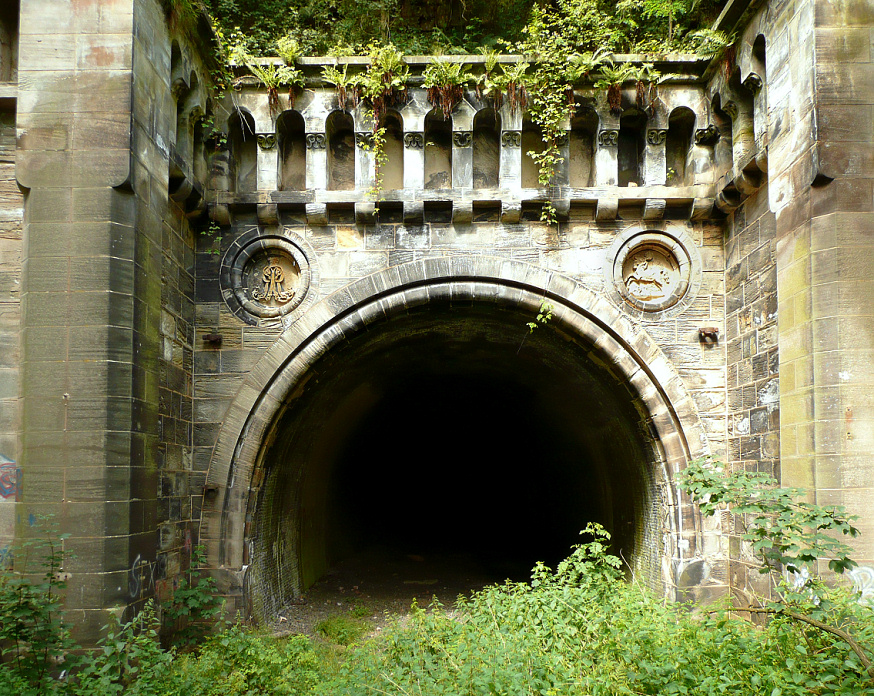
ドランスフェルダー・ランプ線のフォルクマールスホイザー・トンネル

### ミュンデン近郊の鉄道建設
1856年5月8日、この街は初めてハノーファー南鉄道によって鉄道網と結ばれた。この路線は、ハノーファー、ゲッティンゲン、ドランスフェルトからハン・ミュンデンまで通じていた。アイヒェンベルクを経由する現在のルートが開通したのは、その20年後であった。1856年9月23日にハノーファー南鉄道はカッセルまで延長された。ヘッセン選帝侯領を経由する直線ルートを回避するために、ゲッティンゲンからの路線はドランスフェルトを経由していた。このため、この路線は 18 パーミルまでの上り勾配を甘受しなければならなかった。1980年に廃止され、1995年まで貨物路線として利用されたゲッティンゲン - ドランスフェルト - ミュンデン区間は、その勾配のために「ドランスフェルダー・ランプ」という別名で呼ばれた。
現在もカッセルまでの里程標がその沿線にあるこの幹線路線は、ハノーファー - ゲッティンゲン間およびミュンデン - カッセル間が初め単線であったのに対して、初めから複線で建設された。この路線は、ハン・ミュンデンに近いフォルクマールスハウゼン近郊にトンネルを有していた。これはハン・ミュンデンまで路線を建設するために必須の基盤であった。フォルクマールスホイザー・トンネルの建設動機は、コストを節約して、カッセルまで同じ高度で結びたいという願望であった。
1876年に、ハレ - カッセル鉄道が営業を始めた。乗換駅アイヒェンベルクを経由してゲッティンゲンへの第2の接続ルートが設けられた。

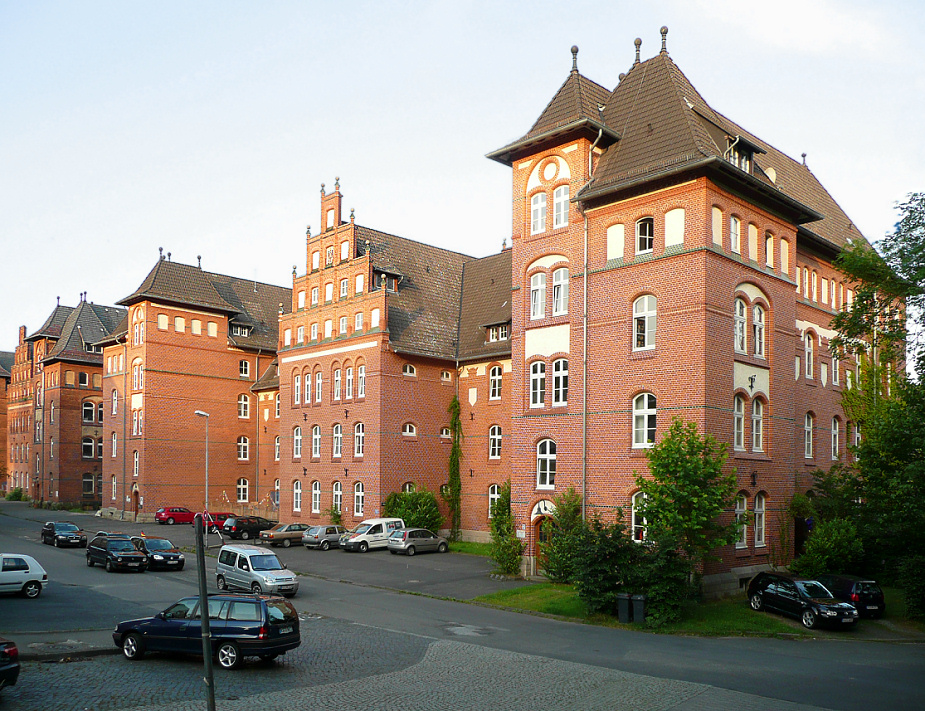
ハン・ミュンデンの旧クアヘッセン兵舎

### 軍都ミュンデン
ミュンデンは、軍都として18世紀前半に遡る長い伝統を有している。特に工兵の駐屯地であった。
1901年以降ハン・ミュンデンは、何度かの中断をはさみながら、工兵駐屯地が置かれていた。この年の10月1日に、それまでマインツ＝カステル（現在はヴィースバーデン市内）にあった第11ヘッセン工兵大隊がノイミュンデンに新たに建設された兵舎に移転し、後に第11クアヘッセン工兵大隊と改名され、1918年までこの兵舎に駐屯した。1914年から1918年の戦争で第11工兵補充大隊が加わり、この大隊は戦時態勢の合計21,000規模に拡大した。戦後、1920年まではライヒ防衛隊第11工兵大隊がこれを引き継いだ。
1921年から1934年までの過渡期には、かつての工兵隊兵舎はヘッセン＝ナッサウ警察学校の所在地となった。
1934年から1945年まで、現在のクアヘッセン＝カゼルネ（クアヘッセン兵舎）と改名された地区には、初め第9工兵大隊が駐屯した。後にここから第29工兵大隊と第49工兵大隊が創設された。これらの部隊は、1935年10月からギムテ近郊のギムター・フェルトにあるグナイゼナウ兵舎（現在はニーダーザクセン警察の教育機関）も利用した。この兵舎の建設は1934年に始まっていた。ヴェーザー川沿いのギムター・アウエには水場の練兵場がある。戦争中、ミュンデン兵舎で前線投入のための工兵補充大隊（たとえば第29工兵補充大隊）が編成された。ミュンデンにおける工兵の伝統は1945年4月7日にアメリカ軍がこの街に入城したことで初めて終結した。
ドイツ連邦軍の創設に伴って、工兵が再びクアヘッセン兵舎に配置された。1956年から1958年まで、まず第5装甲工兵大隊が配置された。この大隊はその後第2工兵大隊 (PiBtl 2) と改称された。PiBtl 2の他、様々な名称の独立した中隊がこの駐屯地に置かれた。たとえば、1959年から1981年まで第50装甲工兵中隊が配属された。ドイツ連邦軍は、1993年3月31日に PiBtl 2 が最終的に解隊されるまで、この大隊をこの兵舎の中心部隊に置き続けた。これ以後空き地となった兵舎跡地は現在、フルダブリック住宅・産業用地と称し、利用されている。

### 警察学校/警察アカデミー

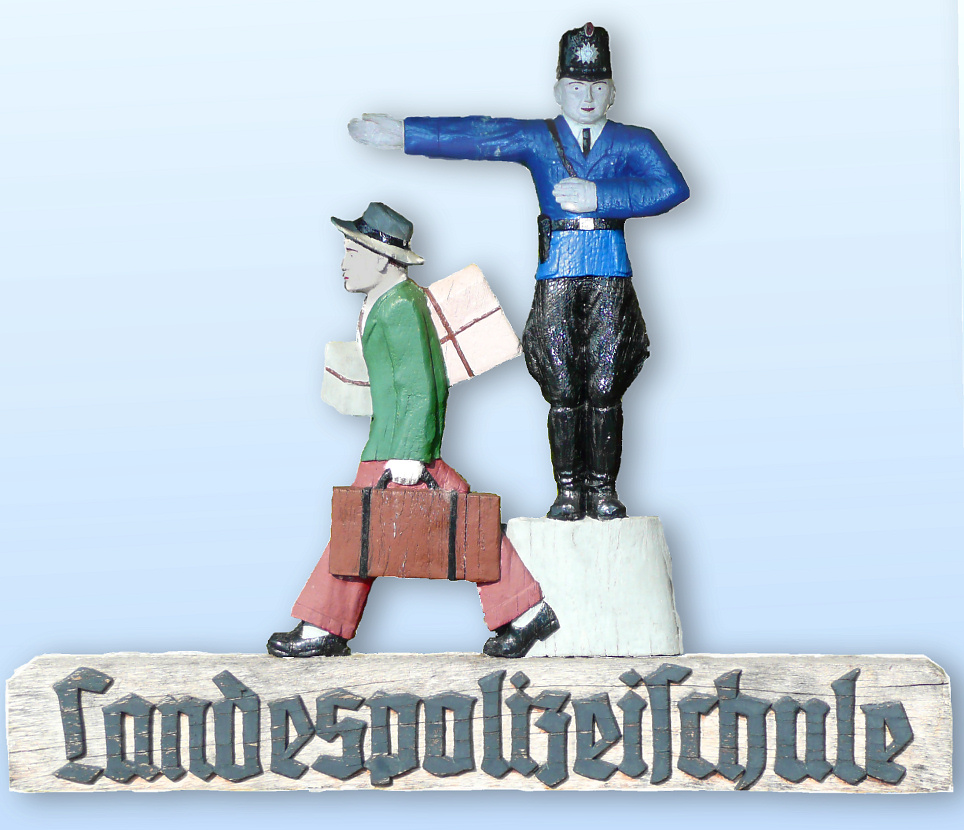
LPSN 時代の案内板

警察ほどハン・ミュンデンと緊密な関係の機関は他にほとんどない。
まず1921年から1934年までハン・ミュンデンはプロイセン・ヘッセン＝ナッサウ州の警察学校の本部所在地であった。この警察官養成機関は、かつてのノイミュンデンの工兵兵舎（後のクアヘッセン兵舎）で運営されていた。
第二次世界大戦後、イギリス軍政府の指示により、ハノーファー地方警察学校は現在のギムテ地区近郊にあるギムター・フェルトのグナイゼナウ兵舎に移転させられた。この兵舎に駐屯していたイギリス軍大隊は場所を譲って、ゴスラーに移転した。1945年5月28日に警察学校の生徒と施設がハン・ミュンデンに到着した。1946年6月11日にハン・ミュンデンの警察学校での最初の課程が始まった。この学校は1947年1月1日から Polizeischule des Landes Niedersachsen（ニーダーザクセン州警察学校）に、さらにその後 Landespolizeischule Niedersachsen (LPSN)と改名された。
イギリスの管理・監督下で、この学校はニーダーザクセン州警察の近代的な教育訓練期間へと発展していった。この州警察学校は1970年代に警察官の養成・継続教育に関して能力限界まで機能していた。1日に1,200人から1,400人が訓練することも珍しくなかった。
次世代の警察官の質の向上を目的に、LPSNは1997年４月30日に廃止され、同年5月1日にハン・ミュンデンに本部を置くニーダーザクセン警察教育訓練所 (BIP NI) が設立された。BIP NI はニーダーザクセン警察のすべての継続教育を計画、調整、実施していた。養成訓練は行政と司法に関するニーダーザクセン専門大学の講義の形で独自に行われていた。この大学はヒルデスハイムにあり、ハン・ミュンデンとオルデンブルクに分校があった。
2007年10月1日、警察の養成・継続教育改革に伴い組織改編がなされた。行政と司法のための専門大学の「警察学部」と警察教育訓練所は、ニーンブルク/ヴェーザーに本部を置くニーダーザクセン警察アカデミーとして統合された。能力一杯に活用されていたハン・ミュンデンの学校はアカデミーの2つの分校の1つとなった。

## 行政

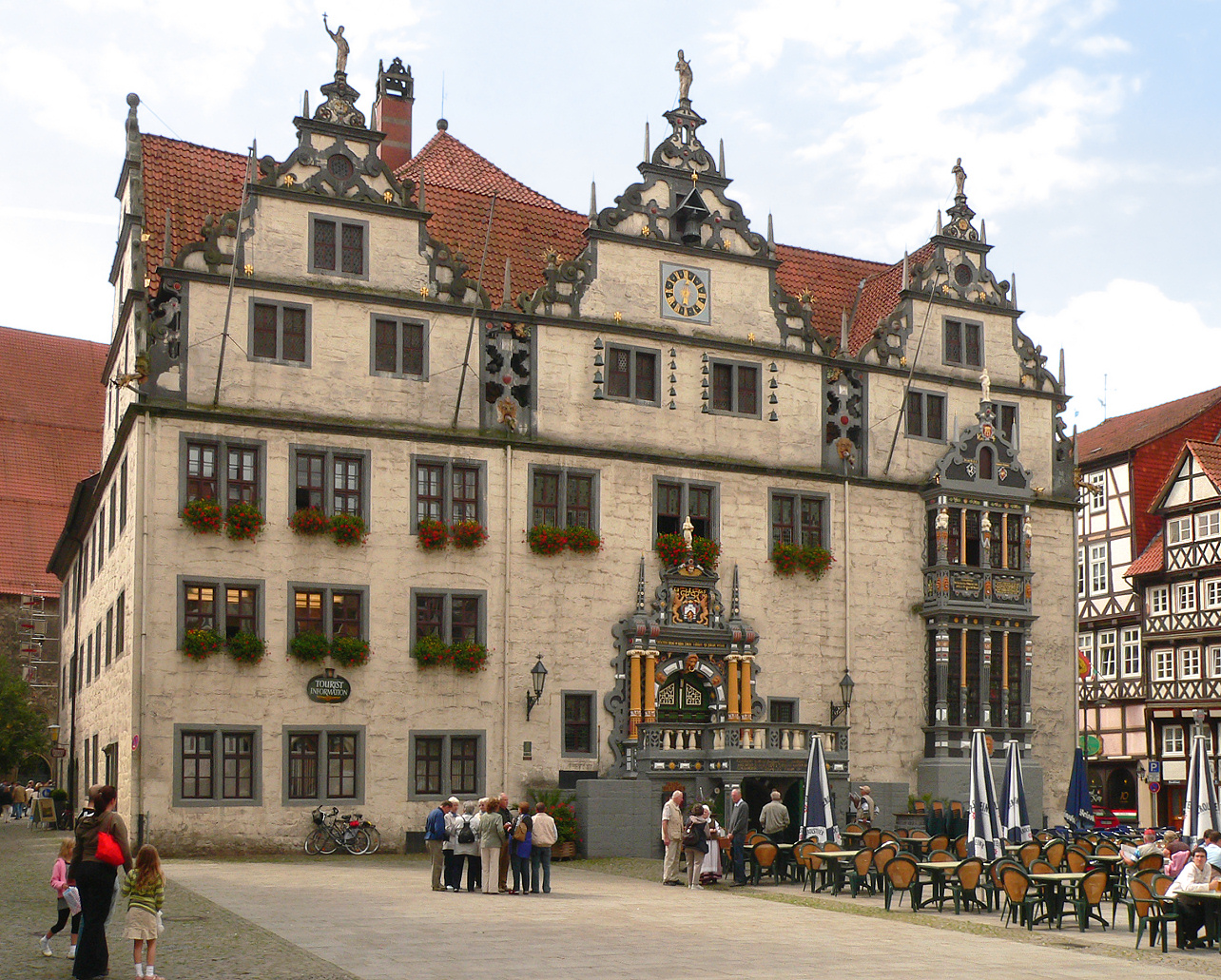
ヴェーザールネサンス様式のハン・ミュンデン市庁舎

### 議会と市長
ハン・ミュンデンの市議会は 32 議席からなる。
ハン・ミュンデンの市長はトビアス・ダネンベルク (CDU) である。彼は2021年9月26日の市長選挙決選投票で 50.86 % の票を獲得して、僅差で対抗候補のカリーン・ヴェーバー＝クラット (SPD) に勝利した。

### 姉妹都市と友好都市
ハン・ミュンデン市は以下の外国の都市と姉妹都市関係にある。
- シュレンヌ（フランス、オー＝ド＝セーヌ県）1959年
- ホロン（イスラエル、テルアビブ地区）1988年
- ヘウムノ（ポーランド、クヤヴィ＝ポモージェ県）1992年

旧ミュンデン郡は、ロンドンのハックニー・ロンドン特別区と姉妹自治体関係にあったが、1973年の郡再編に伴い、ゲッティンゲン郡がこれを引き継いだ。この他、ミュンデンは以下の国内都市と友好都市協定を結んでいる。
- シュテーグリッツ＝ツェーレンドルフ区（ベルリン）2001年（前身の旧シュテーグリッツ区とは1962年から）
- オーバーフィーヒタハ（バイエルン州、ドクター・アイゼンバルトの出身地）1978年
- クヴェードリンブルク（ザクセン＝アンハルト州、木組み建築都市の都市連合の枠組み）1990年

### 紋章と旗
市章は、ブラウンシュヴァイク＝リューネブルク公オットーによる特権授与（1247年）に由来する。この紋章は赤地に、銀の城が描かれている。青い尖塔屋根の側塔の間に、幅広の青い屋根とその上に金の冠を戴いた中央の塔が描かれている。門のアーチの中に赤い小盾があり、青い爪や舌で威嚇する金の獅子（ヴェルフ家の獅子）が描かれている。中央の塔の門の上には、ゴシック様式の黒字のMが書かれている。
市の色は黄色と赤である。

## 文化と見所

### 宗教
| 宗派                     | 比率     |
| ------------------------ | -------- |
| プロテスタント＝ルター派 | 49.31 %  |
| ローマ・カトリック       | 11.47 %  |
| プロテスタント＝改革派   | 4.93 %   |
| その他の宗派および無宗教 | 34.29 %  |
| 合計                     | 100.00 % |

人口比で最も重要な教会は、プロテスタント＝ルター派のミュンデン教会クライスで、多くの教会組織がその下位に属している。ミュンデン教会クライスは1542年にまで遡る組織で、ヒルデスハイム＝ゲッティンゲン教区に属す。EDK内に組織された教会としてプロテスタント＝改革派教会も1708年から重要な小教会組織を保持している。1889年に組織されたカトリック聖エリーザベト教区は、ヒルデスハイム司教区の少数派組織である。こうした大きな教会組織の他に、セブンスデー・アドベンチスト教会、新使徒派教会、バプテスト教会、エホバの証人や、その他の一連の小さいながら活動的な教会組織がある。
ムスリム組織は、2008年頃に、長年活動していなかったメソジスト派の教会堂を獲得し、モスクに改造した。
1834年、ミュンデンのユダヤ教組織はシナゴーグを聖別し、1843年からその信者らはミュンデンの完全な市民権を得ていた。当時のユダヤ教組織の構成員は国家社会主義の時代に追放され、迫害され、殺害された。これ以降、実際に活動しているユダヤ教組織はないのだが、市域内には新・旧2つの旧ユダヤ人墓地が遺されている。現在は、歴史的な市庁舎前の警告と追憶の記念碑がかつてのユダヤ教組織を物語っている。

### 見所

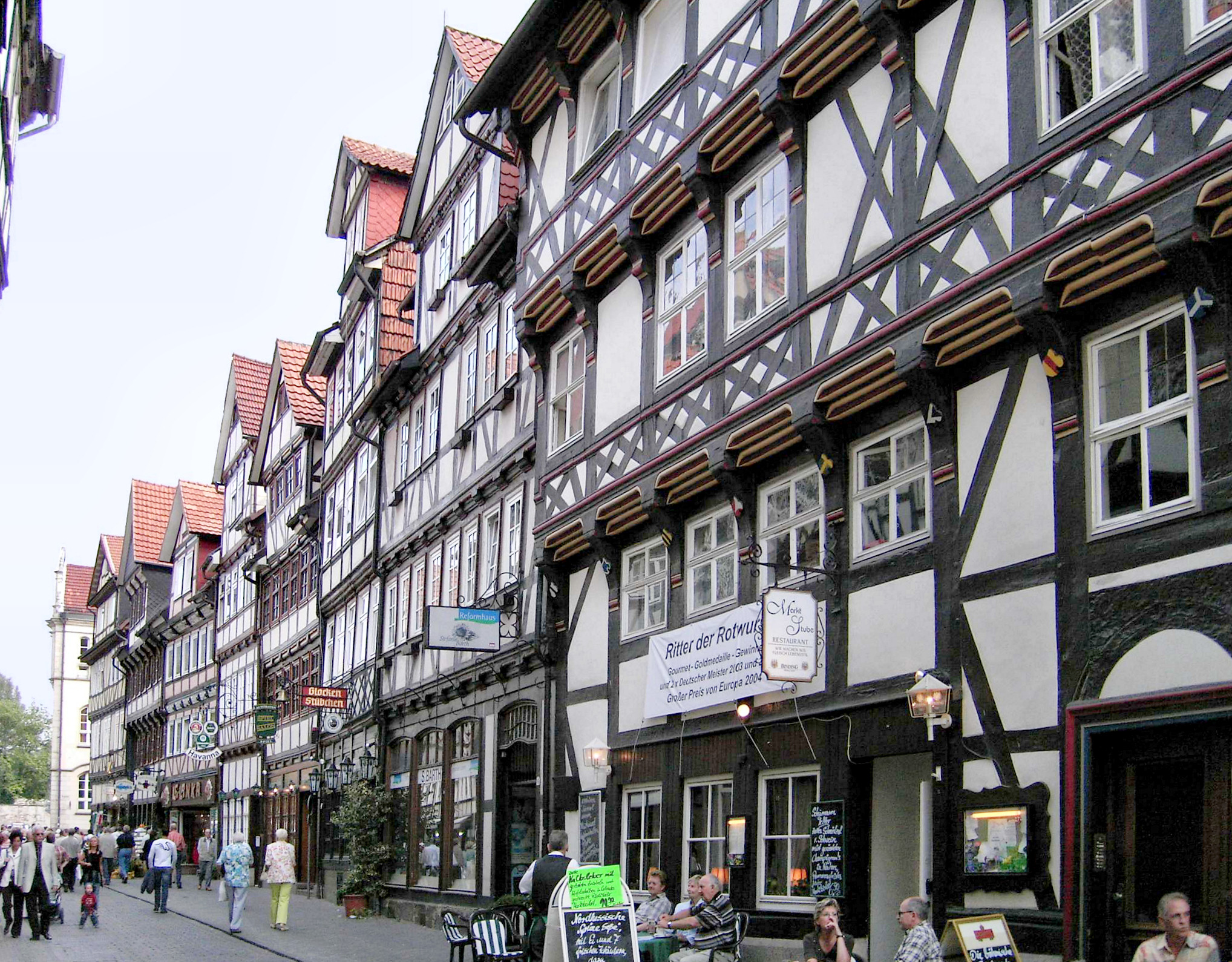
ハン・ミュンデン旧市街マルクト通り沿いの木組み建築群

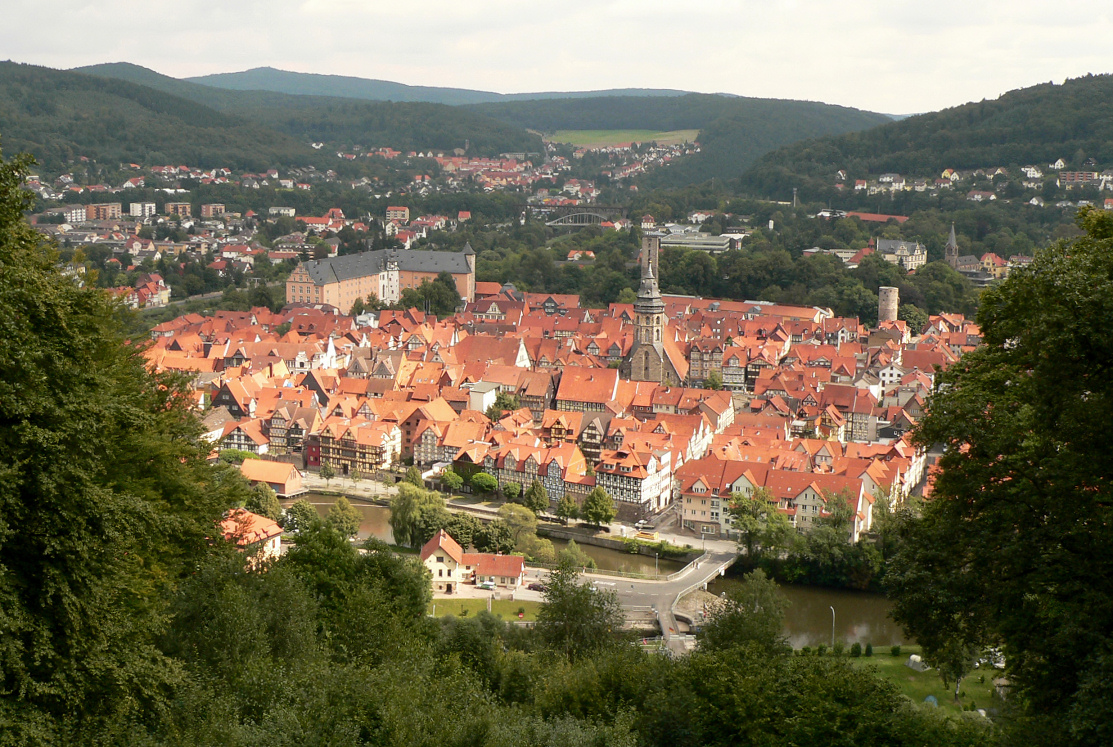
ティリー砦から見下ろす旧市街。画面左奥、L字型の大きな建物がヴェルフ家の城館、旧市街の中心にある塔が聖ブラジウス教会の塔。その周りには木組み建築が建て込んでいる。

3つの川の街とも称されるハン・ミュンデンはその街並みによって、連邦コンクール「都市計画における街の姿と文化財保護」の金メダルをはじめとする一連の賞を受賞している。歴史的旧市街やその周辺に遺る建築アンサンブルの中で重要な建物や見所を以下に列記する。
歴史的旧市街: 旧市街は修復された木組み建築（構造的な中核部は700年以上前のものもある）や中世からの教会（聖ブラジウス教会や聖エギディーン教会）が建ち並ぶ。ヴェーザールネサンス様式と呼ばれる特徴的な建物が都市の景観を豊かなものにしている。この様式の主な建物にはヴェルフ家の城館や歴史的な市庁舎がある。
聖ブラジウス教会: ブラジウス教会は、旧市街の中心に位置する三廊式、ゴシック様式のホール教会である。建設が始まったのは13世紀末で、ロマネスク様式のバシリカの基礎壁を利用してその上に建てられた。工期は大幅に延び、1584年にベル型のボンネット屋根を戴く塔が完成した。1999年に行われた発掘で、この教会は 2,500 m2 の広い墓地に囲まれていたことが判明した。この墓地は厚さが最大 1.4 m に及ぶ堅牢な壁で囲まれていた。この壁は1200年頃に造られ、1780年頃に取り壊された。
旧税関倉庫: ヴェーザー川、ヴェラ川、フルダ川の水運の積み替え港の先端に2棟の税関倉庫があった。ヴァンフリート港の税関倉庫は古典主義様式の建物で1839年から1840年に建てられた。この建物は、その大きさと比較的簡素なファサードで際立っており、現在は展示スペースが設けられている。ブレーマー港の関税倉庫はホテルとなっている。
市壁: 防衛塔を含め中世の市壁の断片がいくつか遺されている。この壁は、市の創設期である12世紀にはすでに造られていた。15世紀に大砲に対する防御のために近代化工事がなされた。19世紀にこの防衛施設は大部分が取り壊された。1997年に行われた、長さ 90 m ほどの発掘調査で、壁の厚さは 1.8 m、高さは 6 m 程であったことが判明した。
旧ヴェラ橋: ヴェラ川に架かるこの石橋は市内中核部と、フォアシュタット（中核市区周辺にできた衛星都市）ブルーメとを結んでいた。この橋は1329年以前に建設されたニーダーザクセン州で最も古い石橋の一つである。
市庁舎: 中核市区の中心に市庁舎がある。その中心であるゴシック様式のホール建築は14世紀に建造された。1603年から1618年にこの建物はレムゴーの建築家ゲオルク・クロスマンによって改築され、現存する装飾的なファサードが設けられた。中世から今日に至るまでこの建物は市議会と市行政（の一部）の所在地である。市庁舎ホールの下層 (Koph-Hus) は、市の歴史をテーマとした壁絵で飾られている。市庁舎ホールの上層（Hochtiedshusaquo = 最盛期の家）は、現在は展示会場として利用されている。北のファサードにはからくり時計があり、毎日 12:00、15:00、17:00頃に放浪の医師ドクター・アイゼンバルトの生涯のシーンを人形が演じる。
ヴェルフ家の城館: ミュンデンで最初の城館は、ブラウンシュヴァイク＝カレンベルク＝ゲッティンゲン公エーリヒ1世によって、1501年にゴシック建築の城館として完成した。この城館は行政機能スペースを有する居館であった。1560年の火災でほぼ完全に焼失した後、エーリヒ2世によって初期ヴェーザールネサンス様式の城館として再建された。その後、このヴェーザー家の城館はその重要性を失い、領主が時折滞在するだけの場所として利用されていた。1849年に再び火災に遭い南棟が失われたが、再建されなかった。現在の城館の、壁全体に壁絵が描かれた2つのルネサンス様式の部屋はヴェルフ家の時代から保存されているものである。この城館には現在、市立文書館、市立図書館、ハン・ミュンデン区裁判所、市立博物館が入っている。
ヴェーザーシュタイン: ヴェラ川とフルダ川とが合流するタンツヴェルダーの先端にヴェーザーシュタイン（ヴェーザーの石）と呼ばれる、詩が刻まれた迷子石がある。
ティリー砦: ティリー砦は、1626年に行われたティリー伯によるミュンデン攻城戦を記念して、1881年から1885年に建設された。この砦はハン・ミュンデン市街を見下ろすラインハルトの森の展望塔である。最近の研究によれば、ティリー伯は大砲をこの場所ではなく、フルダ川の河岸に配置したことが解っている。それでも旧市街の眺望を愉しむために、この展望塔を訪れる価値はある。
ヴェーザーリートの碑: ヴェーザー川が始まる地点の右岸側、ハン・ミュンデンの高台の斜面にヴェーザーリートの碑がある。これはヴェーザーリート（ヴェーザーの歌）の作詞者（フランツ・フォン・ディンゲルシュテット）と作曲家（グスタフ・プレッセル）とを記念したものである。ヴェーザーリートの碑からは、旧市街のティリー砦とは別の眺めが愉しめる。
聖ラウレンティウス教会跡: 11世紀から13世紀の聖ラウレンティウス教会跡は、アルトミュンデン地区にある。この教会は、ミュンデンの前身となった集落 Gimundi の教会であった。頑丈な壁から、創設期には防衛教会であったと考えられる。教会は三十年戦争で破壊され、その跡は1996年に発掘された。
野外ビューネ: 野外ビューネは森の中、タンネンカンプのカッテンビュールにあり、約 800 人の観客を収容できる。この施設は、国家勤労奉仕隊によって建設され、1933年の聖霊降臨祭に完成した。地元のサークルシュピールビューネが時々使うだけであったこの舞台は 2005年に改修され、夏に演劇公演を行うことが計画されている。
森林植物園: 小さいながら種類が豊富なこの植物園には、700種以上の木本があり、毎日開園している。この植物園は1870年にプロイセン王立林業アカデミー・ハノーフェルシュ・ミュンデンの一部として設けられた。
ロートゥンデ: ロートゥンデは、歴史的な都市防衛施設の門である。建造は1502年にエーリヒ1世が開始し、エーリヒ2世時代の1579年に完成した。現在この建物の中には両世界大戦での戦没者記念碑があり、南側には国家社会主義支配下での犠牲者の記念碑がある。
ヴァッサーシュプーレン: 芸術プロジェクト「Wasserspuren - Wasser sichtbar machen」（水の軌跡 ― 水を可視化する）は、2000年のハノーヴァー万国博覧会の一環として設けられた。ツィーゲル通りの小川や、噴水、親水広場などにその表現が見られる。ヴェラ川の小さな川中島であるドクターヴェルデのEXPOテーマの小径によってこれらの展示は完成する。インネンシュタットの手を加えられた箇所については、1999年に考古学的発掘調査がなされた。この発掘で、この街の洪水や渇水の調整を行っていた給排水の水路が発掘された。
- 聖ブラジウス教会
- ブレーマー港の旧関税倉庫と市壁跡
- 市壁に設けられていた塔
- 旧ヴェラ橋
- 市庁舎の14世紀に建てられたホール建築部分
- ヴェルフ家の城館
- ヴェーザーシュタイン
- 旧市街から見上げるティリー砦
- 聖ラウレンティウス教会跡
- カッテンビュールの野外ビューネ
- 森林植物園の入口
- ロートゥンデ
- 「ヴァッサーシュプーレン」プロジェクトで設けられた側溝デザイン
- ヴァッサーシュプーレン広場

### ツーリストインフォメーション・ハン・ミュンデン
この街周辺の観光については、市庁舎内の観光事務所で情報を得ることができる。観光客には、直接市内の観光ボート、市内巡り、アクティブ体験（たとえばカヌー、自転車、ハイキングなどのツアー）の他にも、周辺地域へ数多くのツアーが用意されている。さらにハン・ミュンデンはハイキングや保養地として有名であり、旧市街への旅行客は日曜日でも楽しむことができる。こうしたツアーは12月15日から10月31日まで利用可能である。多くの商店は、日曜日には14時から17時まで開店している。人気のイベントとして以下のものがある。
- ドクター・アイゼンバルト劇。夏期、市庁舎前の野外舞台にて。
- ヴェーザー・マラソン。毎年5月の第1日曜日。パドルボートやラダーボートのための、ハン・ミュンデンからハーメルンへの計 135 km 以上のコースで行われるレガッタ。
- バラ祭。6月中旬。「バラの妖精」コンテストも開催される。
- 秋の農民市。9月の最終日曜日。
- 童話風のクリスマスの旅。ハン・ミュンデン、シュタウフェンベルク、ドランスフェルト、ラインハルツハーゲンで12月に約100のイベントが開催される。

宿: ハン・ミュンデンには20軒のホテルやペンションがあり、このなかには2軒の4つ星ホテル、３軒の3つ星ホテルもある。さらに数多くのコテージや民宿もある。宿の多くは、良好に整備された川沿いの谷を走る自転車道を利用してのサイクリング旅行に適している。これらの他に、ユースホステル、自然の家、キャンプ場、キャンピングカー駐車場などが利用できる。
博物館・美術館: 市史の壁絵がある市庁舎ホールの他、ヴェルフ家の城館内の市立博物館やハーゲン塔にある労働史協会の労働博物館が開館している。
観光ルート: ハン・ミュンデンは数多くの公式観光ルートに面している。
- 自動車: ドイツ・メルヘン街道、ドイツ木組みの家街道、ヴェーザールネサンス街道、ドイツ観光街道アルプス＝バルト海ルート
- 自転車: フルダ自転車道、ヴェラタール自転車道、ヴェーザー自転車道、ヴェーザー＝ハルツ＝ハイデ自転車道
- 遊歩道: ヨーロッパ広域遊歩道 E6、学生の径、ホレのおばさんの径

## 経済と社会資本

### 交通

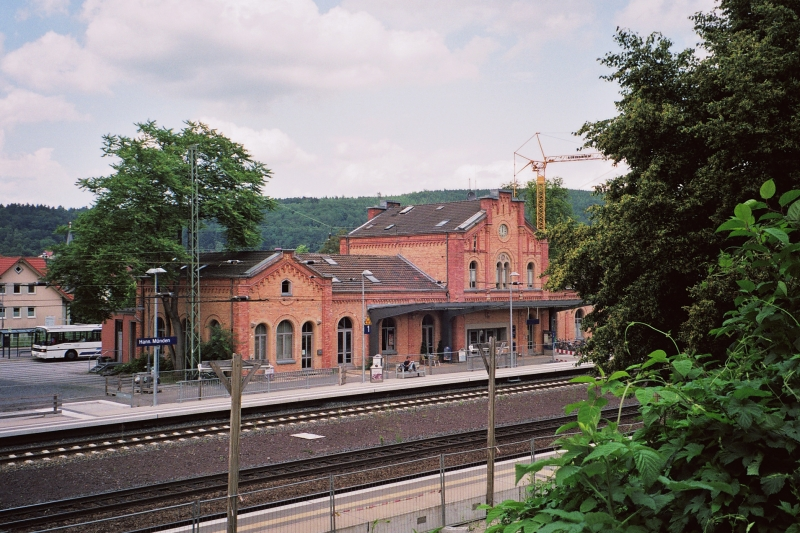
ハン・ミュンデン駅

この街は、アウトバーン A7号線の、ハン・ミュンデン＝ルターベルクおよびハン・ミュンデン＝ヘーデミュンデンの2つのインターチェンジに接続しており、上位交通網への便が良い場所にある。ラウバッハ地区近郊のヴェラタール橋は市域内である。この他にハン・ミュンデンは連邦道 B3号線と B80号線との交差点にあたっている。連邦道 B496号線がハン・ミュンデンからA7号線のインターチェンジに通じている。
ハレ - カッセル鉄道のハン・ミュンデンの駅からは、ゲッティンゲン、カッセル、ハレ、エアフルト行きのローカル列車が出ている。これらそれぞれの駅でドイツ鉄道に接続する。
高速鉄道路線ハノーファー - ヴュルツブルク線は市域内の地下を走っている。ミュンデナー・トンネルとラウエベルクトンネルはこの地方で最も長い2つのトンネルである。
この町とその周辺地域には、多くのバス路線が通っている。運営しているのはブラウンシュヴァイク地方バスやクアヘッセン地方交通で、それに一部他の会社もある。
ハン・ミュンデンから約 20 km 離れたカルデンには、カッセル＝カルデン地方空港がある。
夏期（5月1日から9月15日まで）には毎日、カッセル＝アルトマルクトとの間を往き来するフルダ川の船便がある。
ハン・ミュンデンは1906年から1978年までの間、ヴェーザー積み替え港が内陸船舶輸送の積み替え所として機能していた。このため、ゲッティンゲン - ハン・ミュンデン線（ドランスフェルダー・ランプ）から長さ 1.5 km の支線がこの港まで延びていた。積み荷が途絶えて30年後の2008年6月にヴェーザー積み替え港が再開された。これ以後、主に重機械部品を中心にトラックから内陸船舶へ、あるいはその逆の積載が行われている。

### 産業地域
カッセルとゲッティンゲンとを結ぶ連邦アウトバーン A7号線に直接面し、A38号線、A44号線、A49号線にも近い交通の便が良い場所にあることから、近年産業用地に対する需要が急速に増している。大きな用地を必要とする企業、工場、流通拠点は、以下の3つの産業地域に位置している。
- ティーレバッハ南、総面積 28.62 ha（利用可能な平地は 6.78 ha）
- アン・デア・バーン、総面積 20.84 ha（利用可能な平地は 8.56 ha）
- ヘーデミュンデン2、総面積 16.9 ha（利用可能な面積は 13 ha）[30]

直接アウトバーン A7号線に面しているヘーデミュンデン2は、EUの真ん中であることで利用促進が期待される。第2期建設区域により、この産業地域は総面積が 27 ha 拡大される。

### 企業
- Aldi: 食料品ディスカウント販売業の Aldi-ノルトはヘーデミュンデン地区に地方支店と大規模な中央倉庫を有している。
- アウグスト・オッパーマン砂利採掘・販売会社 GmbH (AO): アウグスト・オッパーマン社は、1860年5月10日にアウグスト・オッパーマン1世によって現在のヘーデミュンデン地区に砂利・砂採掘業者として創設され、それ以後この地に本社を置いている。アウグスト・オッパーマン砂利採掘・販売会社 GmbHは、天然石産業の家族経営企業として第5世代に及び、約30種の砂、砂利、石灰石、硬砂岩を生産している。現在この企業連合は約120人の従業員を雇用している。
- AWUKO: この会社 (Wandmacher GmbH & Co. AWUKO Schleifmittel KG) は研磨剤を製造する中規模企業である[31]。1906年創業のこの会社は、2006年現在約140人の従業員を雇用している。
- Eaton Fluid Power: この会社は、イートン・コーポレーション傘下の企業である。ハン・ミュンデンの工場は水利学チューブやそのシステムに特化されている。この会社は、1959年にドイツとアメリカの合弁事業として設立された Mündener Gummiwarenfabrik GmbH を引き継いだ Aeroquip GmbH をその前身とする。
- Ernst Benary Samenzucht: 1843年にエルンスト・ベナリーによってエアフルトで設立されたこの会社は、1946年にハン・ミュンデンに移転してきた。観賞用植物の栽培と種苗の専門業者である[32]。この会社は100カ国以上に及ぶ国際的な取引を行っており、2006年現在約270人が働いている。
- Haendler & Natermann: 1825年に設立されたこの会社は包装業者であるが、Haendler & Natermann Sport としてスポーツ射撃用銃弾の製造も行っている。
- Knüppel Verpackung: この会社は工業用包装の生産およびサービスを行っている中規模会社である。1919年に設立されたこの会社は、2007年にハン・ミュンデンに本社を構え、5つの支店を持ち、約150人の従業員を擁している。
- Metallumform GmbH: この自動車下請け会社は1971年にハン・ミュンデンで設立された。現在この金属成形グループは、様々な成形技術を用いて精密な成形箇所の組み立て、仕上げを行っている。
- Mündener Gummiwerk: この会社は2007年以降、ContiTech の Fluid Technology 傘下にあり、乗り物産業のケーブルの開発・製造を行っている。2005年現在 950人の従業員を擁するハン・ミュンデン市最大の雇用主である[33]。
- PUFAS: この会社は塗装材料やリフォーム用資材を製造する中規模会社である[34]。1928年に設立されたこの会社は、2006年現在ハン・ミュンデンで約130人を雇用しており、2005年の売り上げは 5300万ユーロであった。
- Weser-Metall-Umformtechnik (WMU): この会社は、自動車や消費財産業の圧縮、延伸、穿孔、溶接加工を行っている[35]。2006年現在200人の従業員を雇用し、約4800万ユーロの売り上げがある。

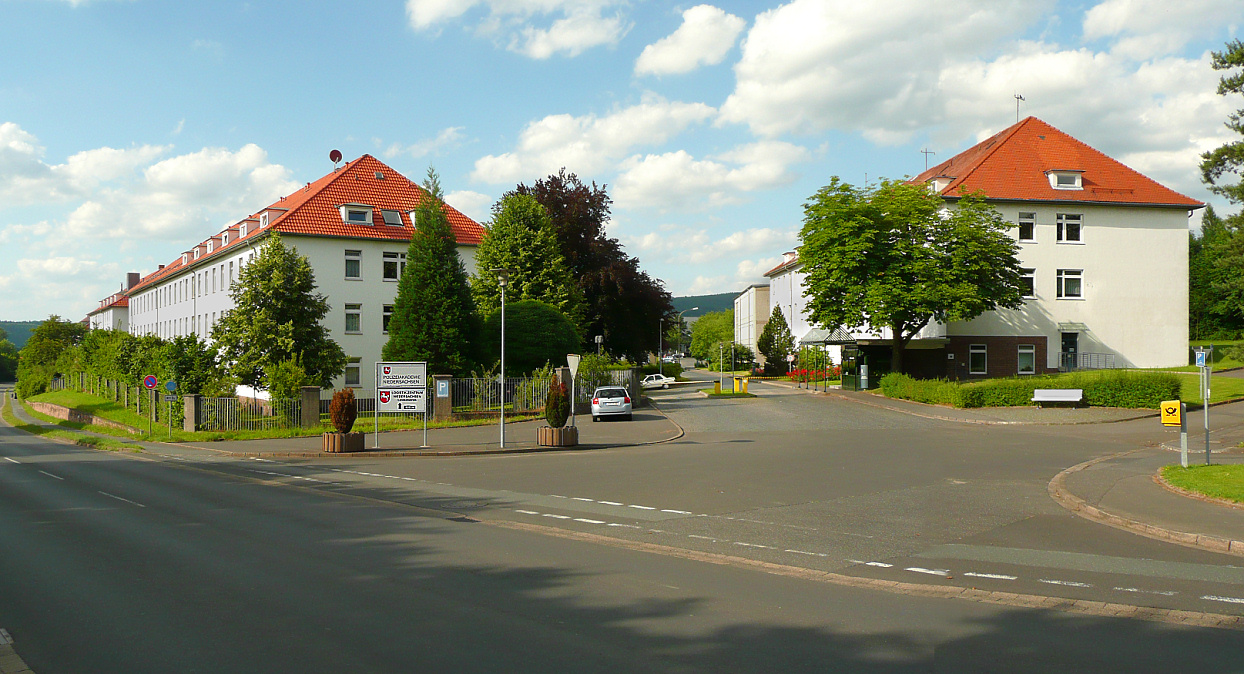
ニーダーザクセン警察アカデミー、ハン・ミュンデン分校

- AWUKO
- Eaton Fluid Power
- Ernst Benary Samenzucht
- Haendler & Natermann
- Knüppel Verpackung
- Metallumform GmbH
- PUFAS
- Weser-Metall-Umformtechnik

### 全国的な機関
- ニーダーザクセン警察アカデミー（分校）
- ニーダーザクセン流通センター[36]
- グローテフェント・ギムナジウム・ミュンデン
- ニーダーザクセン腎臓学センター
- 北西ドイツ林業試験場 (NW-FVA)[37]
- ハン・ミュンデン水利・水運局

- ニーダーザクセン流通センター本社
- グローテフェント・ギムナジウム・ミュンデン
- ハン・ミュンデン水利・水運局

## 人物

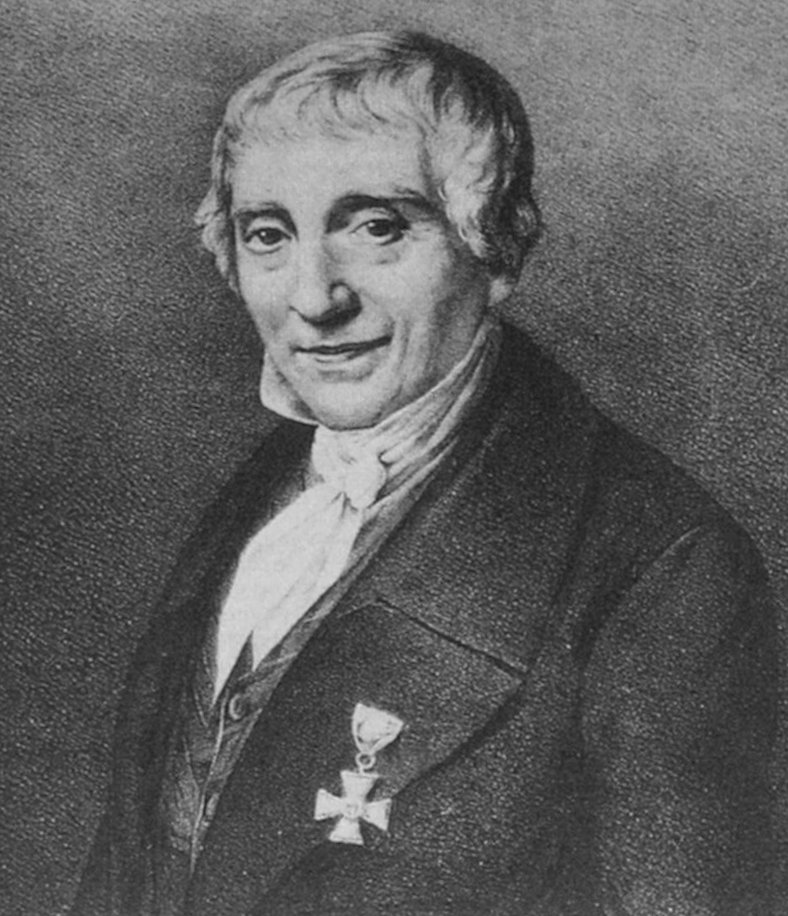
ゲオルク・フリードリヒ・グローテフェント

### 出身者
- ヘルマン・フリードリヒ・タイヒマイヤー（1685年 - 1744年）医師
- クリステャン・カルクブレンナー（1755年 - 1806年）合唱指揮者、作曲家
- ゲオルク・フリードリヒ・グローテフェント（1775年 - 1853年）言語学者、教師。楔形文字の解読者。
- フィリップ・エドゥアルト・フシュケ（1801年 - 1886年）法律家
- フェルディナント・ヴュステンフェルト（1808年 - 1899年）東洋学者
- エルンスト・ヴォルヴェーバー（1898年 - 1967年）政治家、ドイツ民主共和国国家保安省大臣
- クリスティーナ・シュレーダー（1908年 - 1984年）アドルフ・ヒトラーの秘書
- ペーター・シュニットガー（1941年 - ）サッカー指導者

### ゆかりの人物
- ヨハン・アンドレアス・アイゼンバルト（ドクター・アイゼンバルト、1663年 - 1727年）芸人らと各地を巡業した外科・眼科医
- ハインリヒ・クリスティアン・ブルックハルト（1811年 - 1879年）林学者。1844年から1849年までミュンデン林業学校の教師を務めた。ハン・ミュンデンの名誉市民である。
- アレクサンダー・ミッチェルリヒ（1836年 - 1918年）化学者。
- グスタフ・エーバーライン（1847年 - 1926年）彫刻家。ハン・ミュンデンに住居兼アトリエを構えた。
- アダム・フォン・トロット・ツー・ゾルツ（1909年 - 1944年）法律家、外交官、反ナチス運動家
- ルーシー・レドラー（1979年 - ）政治家

## 引用
1. ↑  Landesamt für Statistik Niedersachsen, LSN-Online Regionaldatenbank, Tabelle A100001G: Fortschreibung des Bevölkerungsstandes, Stand 31. Dezember 2023
2. ↑  2006年11月9日に施行されたこの街の基本条例 § 1, Absatz 1: 「この街は „Hann. Münden“ の名前を称する。」
3. ↑  ハン・ミュンデン市のインターネットサイト （2011年6月12日内容確認）
4. ↑  Bürgermeister (2008) p. 8
5. ↑  Grothus (1993)
6. ↑  MSN Local Edition Weather: Münden, DEU
7. ↑  ドイツ気象庁 1961年から1990年の平均気象データ。
8. ↑  May (1980), Münden und Umgebung pp.253 -
9. ↑  Brethauer, Münden - Gesammelte Aufsätze, Vol. 3., p. 3
10. ↑  May (1980), Münden und Umgebung, pp. 25 -
11. ↑  Friedrich Hamm. Naturkundliche Chronik Nordwestdeutschlands, 1976, Landbuch-Verlag, Hannover, p. 40.
online
12. ↑  Lotze (1909)
13. ↑  Lotze (1909), pp. 68 -
14. ↑  Lotze (1909), pp. 140 -
15. ↑  Lotze (1909), pp. 180 -
16. ↑  May, pp. 95 -
17. ↑  Pezold (1978), Judenverfolgung
18. ↑  Faulstich, p. 19
19. ↑  Faulstich, p. 20
20. ↑  40 Jahre Landespolizeischule Niedersachsen 1946-1986, Hrsg: Landespolizeischule Niedersachsen, Am Anfang war das Chaos…
21. ↑  Faulstich, p. 29
22. ↑  Faulstich, pp. 31 -
23. ↑  ミュンデンの工兵の歴史に関するウェブサイト
24. 1 2 3 4  s. Presseerklärung des BIP NI vom 26. Mai 2006
25. ↑  40 Jahre Landespolizeischule Niedersachsen 1946-1986, Hrsg: Landespolizeischule Niedersachsen
26. ↑  “Stadtratswahl Stadt Hann. Münden 12.09.2021”. 2022年7月28日閲覧。
27. ↑  “Stichwahl des/der Bürgermeisters/in Stadt Hann. Münden 26.09.2021”. 2022年7月28日閲覧。
28. ↑  Bürgermeister, p. 38
29. ↑  ツーリストインフォメーション・ハン・ミュンデン
30. ↑  ハン・ミュンデン市ヘーデミュンデン2に関する情報
31. ↑  AWUKO社の企業サイト
32. ↑  Benaryの企業サイト
33. ↑  Henckel (2007)
34. ↑  PUFASの企業サイト
35. ↑  WMUの企業サイト
36. ↑  ニーダーザクセン流通センター
37. ↑  北西ドイツ林業試験場